# Riverside Museum
 (juin 2020).
Si vous disposez d'ouvrages ou d'articles de référence ou si vous connaissez des sites web de qualité traitant du thème abordé ici, merci de compléter l'article en donnant les références utiles à sa vérifiabilité et en les liant à la section « Notes et références ».
Le Riverside Museum, musée écossais des transports, a été officiellement inauguré le 21 juin 2011 à Glasgow. Le musée, conçu par Zaha Hadid, a reçu le Prix du musée européen de l'année 2013 par le Forum Européen du Musée.

## Descriptif du musée
Ce musée a une superficie de 10 000 m2 avec 7 000 m2 de salles d'exposition. Zaha Hadid décrit l'aspect extérieur du bâtiment comme une vague ou un mouvement en plis. Les façades et les toits du bâtiment sont entièrement habillés de deux cents tonnes de zinc-titane.  Entièrement vitrées, les extrémités du musée contrastent avec l'ensemble de la structure de forme sinusoïdale. En dépit de sa sophistication, le musée fait allusion à l'architecture portuaire.
Zaha Hadid ajoute que « le musée est comme un hangar en forme de tunnel, ouvert à ses deux extrémités opposées vers la ville et vers la Clyde. Il est ainsi poreux des deux côtés par rapport à son contexte. Cependant, la connexion de l'un à l'autre s'effectue selon un parcours divergeant qui mène du monde extérieur à l'univers des pièces exposées. Médiateur entre la ville et le fleuve, le cheminement peut donc être hermétique ou poreux en fonction du plan de l'exposition. Ainsi le musée se positionne symboliquement et fonctionnellement comme ouvert et fluide dans son rapport avec son contexte et son contenu ».

## Galerie

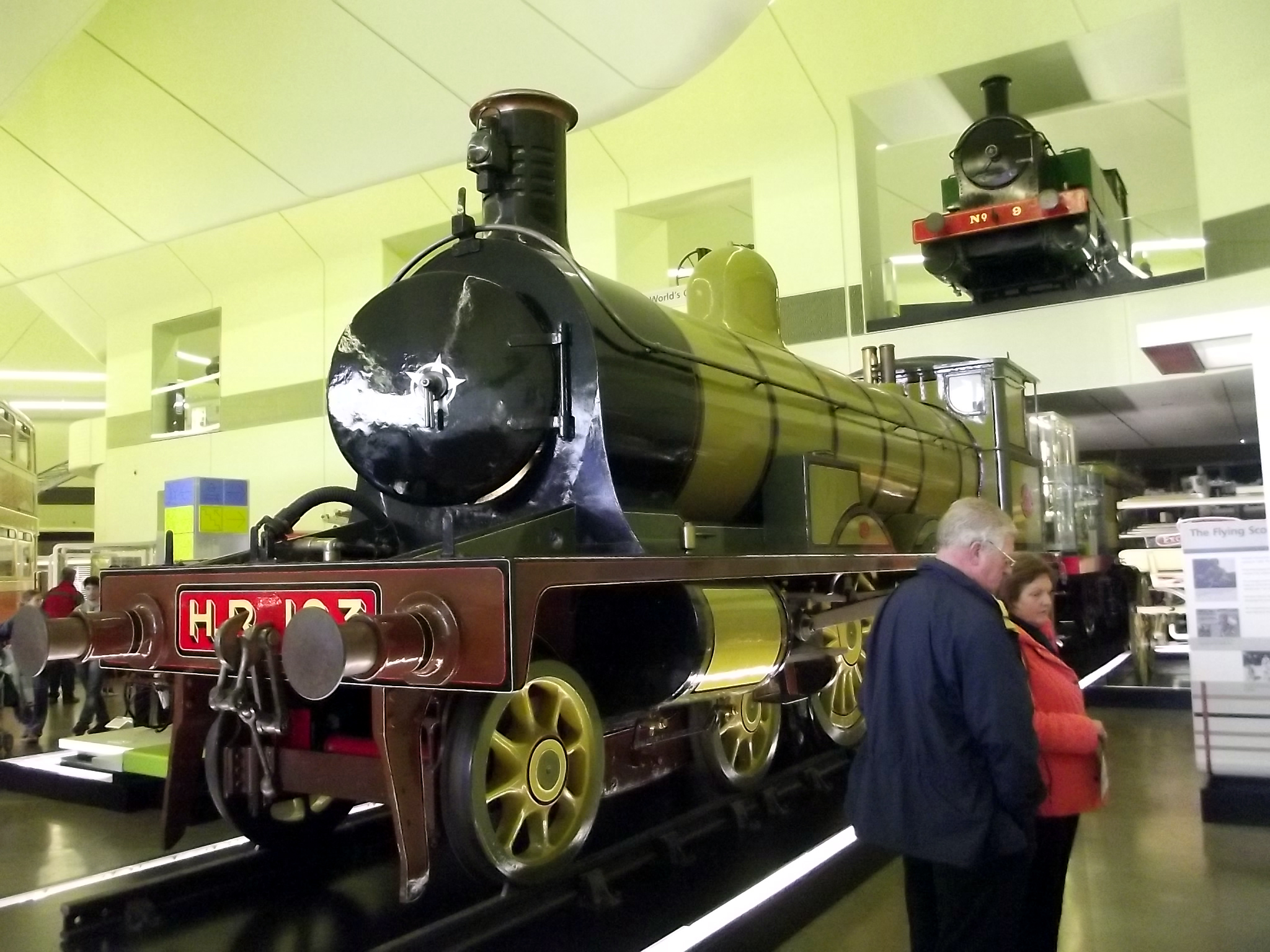
Section consacrée aux trains
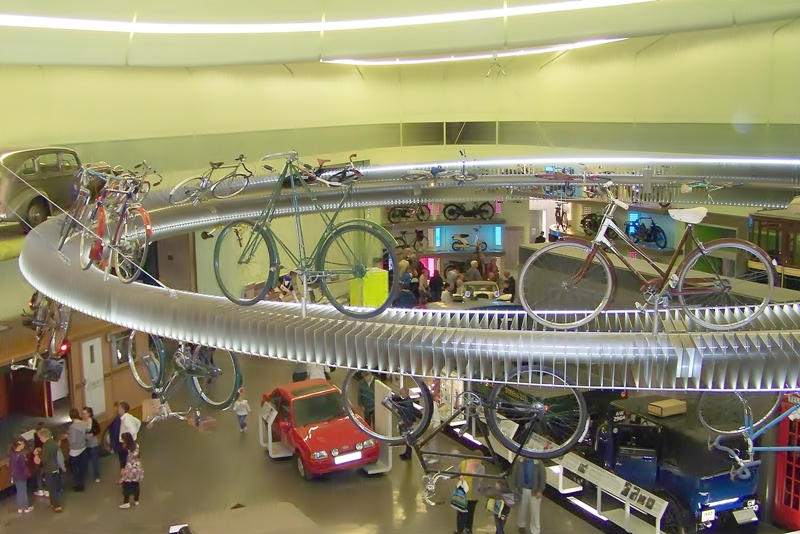
Vélos
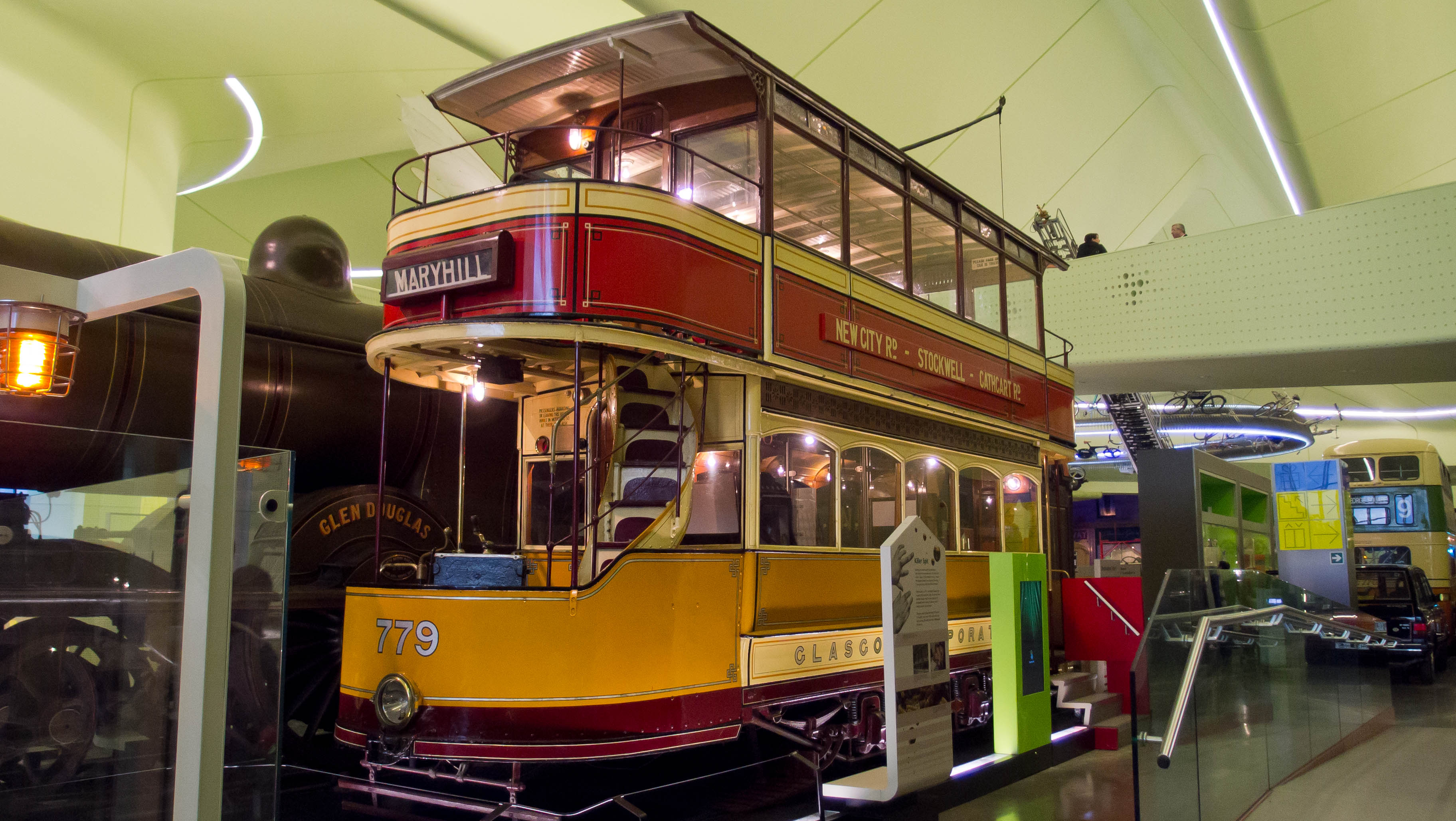
Tramway N° 779
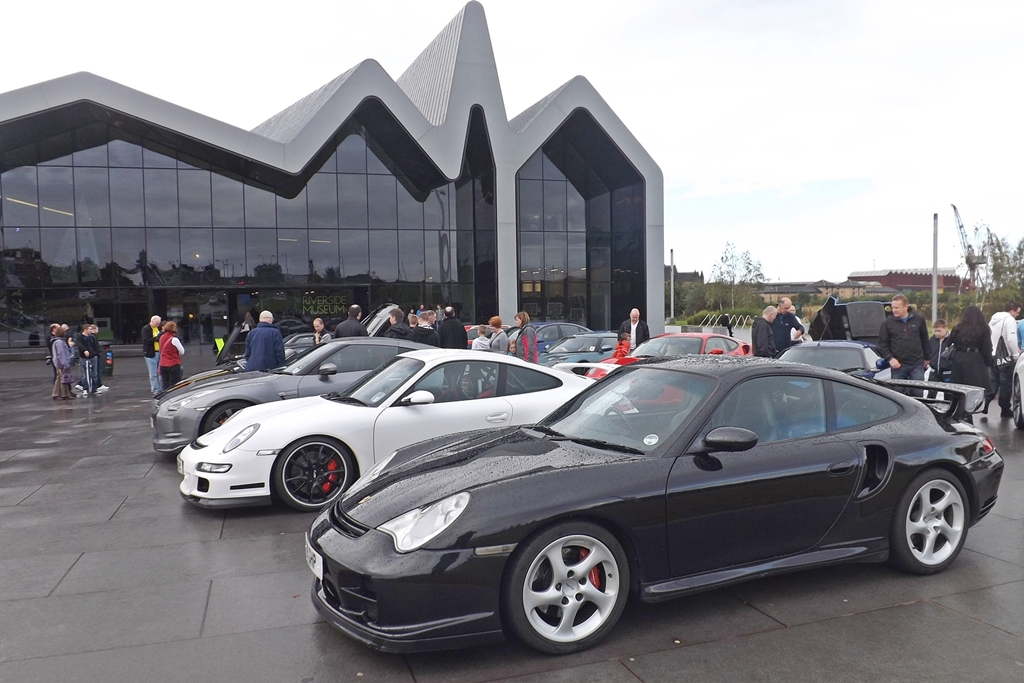
Zone extérieur exposant plusieurs voitures
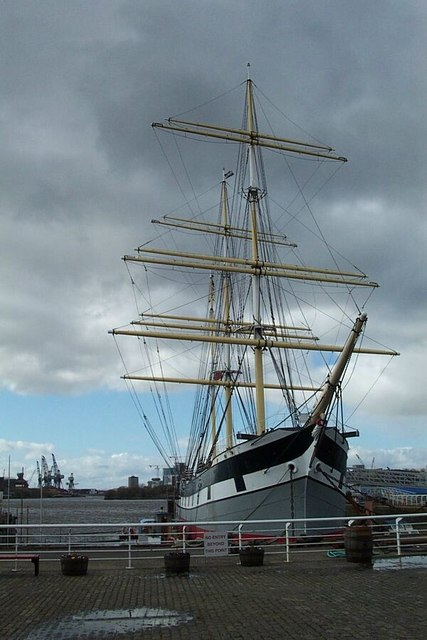
Le Glenlee